# Петр (Савельев)
Архиепи́скоп Пе́тр (в миру Пётр Алекса́ндрович Саве́льев; 20 июня (2 июля) 1887, село Новый Буяк, Ставропольский уезд, Самарская губерния — 19 октября 1937, Свердловск) — епископ Русской православной церкви, архиепископ Свердловский и Ирбитский.

## Биография
Родился в семье служащего. В 1911 году окончил Самарскую духовную семинарию и в этом же году был принят в Казанскую Духовную Академию, которую окончил в 1915 году со степенью кандидата богословия.
5 (18) октября 1913 года был рукоположён во диакона. 24 декабря 1914 (6 января 1915) года на четвёртом курсе Казанской Духовной Академии был рукоположён во иерея.
С 1916 по 1921 год служил в Вологодском Епархиальном женском училище на должности законоучителя, позднее — инспектора.
В 1921 году овдовел. Был переведён в город Бугульму Самарской губернии, где с 11 августа 1921 года назначен настоятелем собора с возведением в сан протоиерея.
В 1922 году уклонился в обновленческий раскол. В 1923 году обновленческими иерархами был рукоположён во епископы. С 30 сентября 1923 года обновленческий епископ Стерлитамакский, викарий Уфимской епархии.
4 августа 1924 года, по принесении покаяния митрополиту Сергию (Страгородскому), принят в сущем сане в лоно Русской Православной Церкви как хиротонисаный архиереями старого поставления. С 18 августа 1924 года — епископ Белебеевский, викарий Уфимской епархии. С 29 августа 1924 года — настоятель собора в городе Белорецк Уфимской губернии. В 1924 году арестован и осуждён за «антисоветскую деятельность». В 1927 году был освобождён из заключения.
С 6 апреля 1927 года — епископ Сергачский, викарий Нижегородской епархии.
С 10 ноября 1932 года — епископ Пятигорский.
С 21 марта 1933 года — епископ Моршанский, викарий Тамбовской епархии.
С 16 апреля 1935 года — епископ Кунгурский, викарий Пермской епархии. Прослужил в Кунгуре лишь несколько месяцев. Кунгурское викариатство просуществовало фактически прекратило существовать в связи с закрытием храмов.
С 30 марта 1936 года — временно управляющий Свердловской и Пермской епархиями, а с 31 октября 1936 года — временно управляющий Челябинской епархией. В январе 1937 года возведён в сан архиепископа. С 21 января 1937 года — архиепископ Свердловский и Ирбитский.
2 августа 1937 года был вновь арестован и 17 октября осуждён тройкой при УНКВД по Свердловской области и приговорён по ст.58-10 УК РСФСР к высшей мере наказания — расстрел. Расстрелян 19 октября 1937 года в Свердловске.
Посмертно реабилитирован 16 июля 1956 года.